# الحارث بن عدي بن مالك
الحارث بن عدي بن مالك (المتوفي سنة 13 هـ) صحابي من الأنصار من بني معاوية بن مالك من الأوس، شهد مع النبي محمد غزوة أحد، كما شهد الفتح الإسلامي لفارس، وقُتل في موقعة الجسر.